# Cầy thảo nguyên
Cầy thảo nguyên, còn gọi là dúi đồng cỏ hay là sóc chó (tên khoa học Cynomys) là loài gặm nhấm ăn cỏ biết đào hang có nguồn gốc từ những đồng cỏ ở Bắc Mỹ. Có năm loài như sau: Cầy thảo nguyên đuôi đen, Cầy thảo nguyên đuôi trắng, Cầy thảo nguyên Gunnison, Cầy thảo nguyên Utah và Cầy thảo nguyên Mexico. Chúng là một loại sóc đất, được tìm thấy ở Hoa Kỳ, Canada và Mexico. Ở Mexico, cầy thảo nguyên được tìm thấy chủ yếu ở các bang phía bắc, nằm ở cuối phía nam của Đại Bình nguyên Bắc Mỹ; đông bắc Sonora, phía bắc và đông bắc Chihuahua, phía bắc Coahuila, phía bắc Nuevo León và phía bắc Tamaulipas. Ở Hoa Kỳ, chúng chủ yếu phân bố ở phía tây sông Mississippi, dù đã được đưa vào một vài miền địa phương phía đông. Khác hẳn với tên gọi, chúng không thuộc họ Cầy.

## Nguồn gốc tên gọi

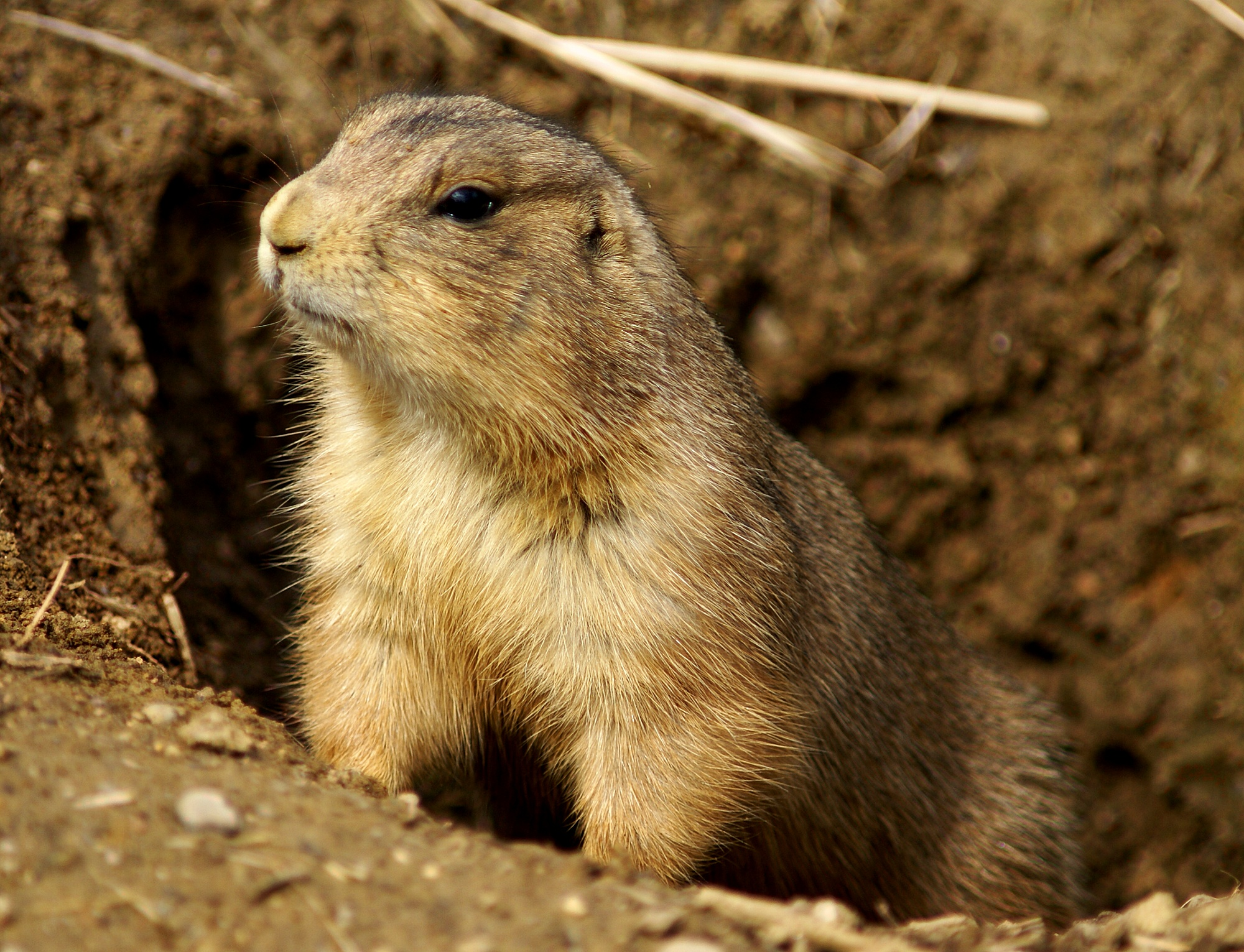
Cầy thả nguyên ngẩng đầu nhìn từ trong hang, phản ứng với những xáo trộn.

## Mô tả

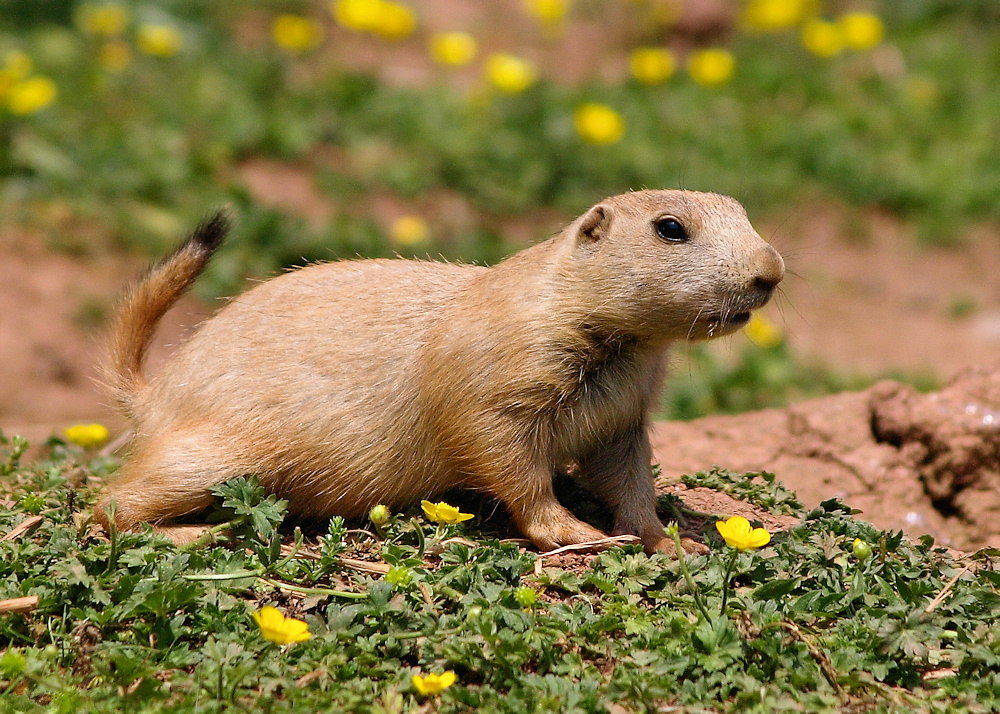
Toàn thân cầy thảo nguyên

### Môi trường sống và thói quen đào hang

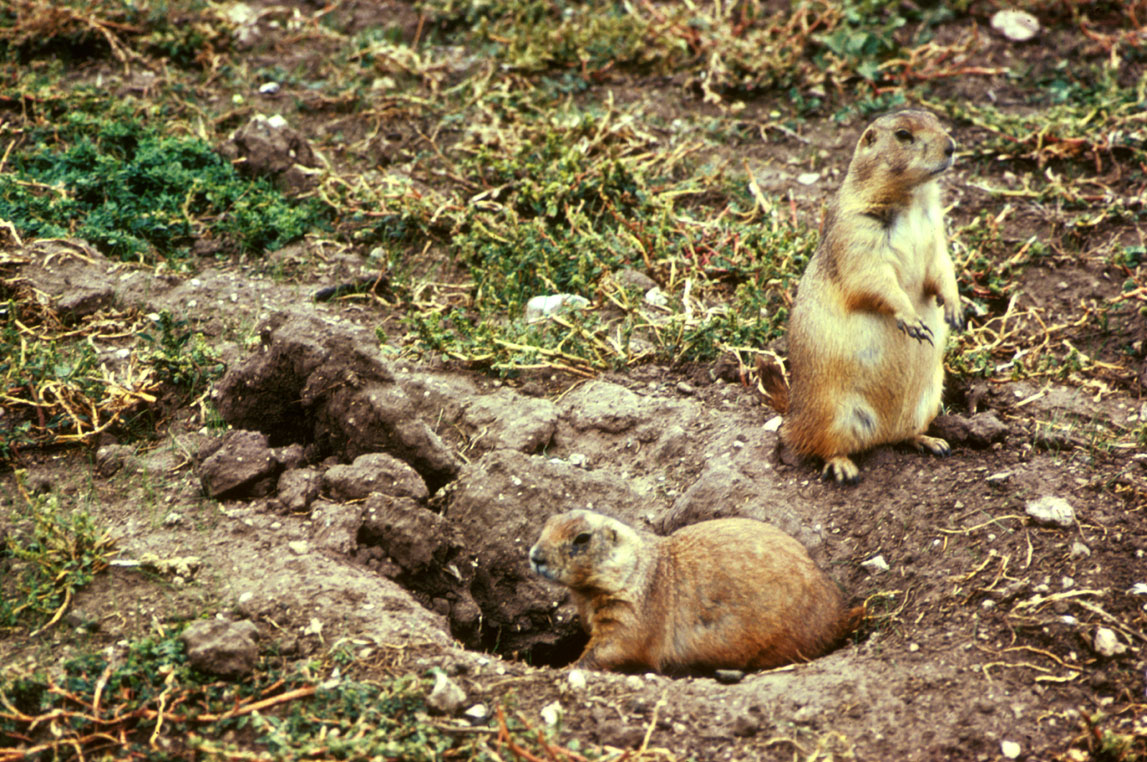
Cầy thảo nguyên tại lối vào hang

### Tổ chức xã hội và không gian sống

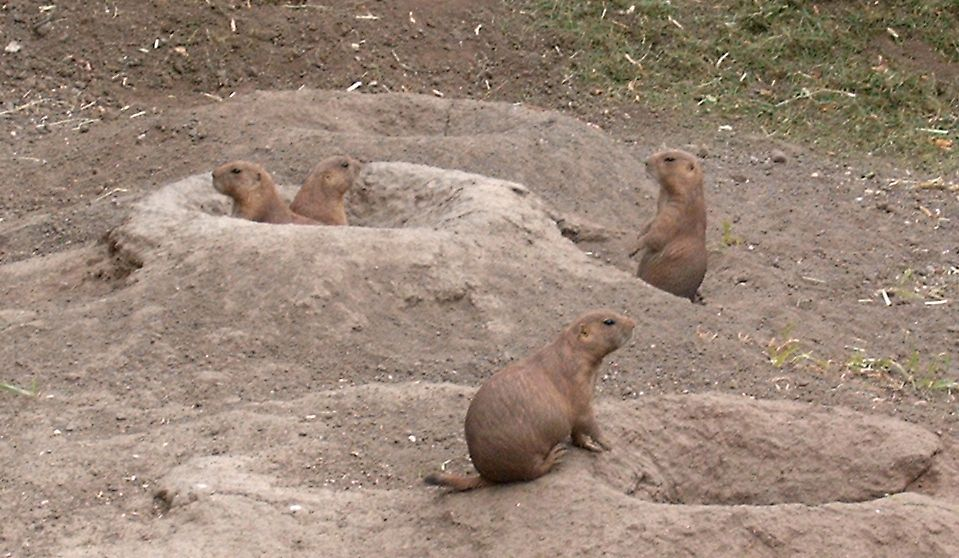
Gia đình cầy thảo nguyên

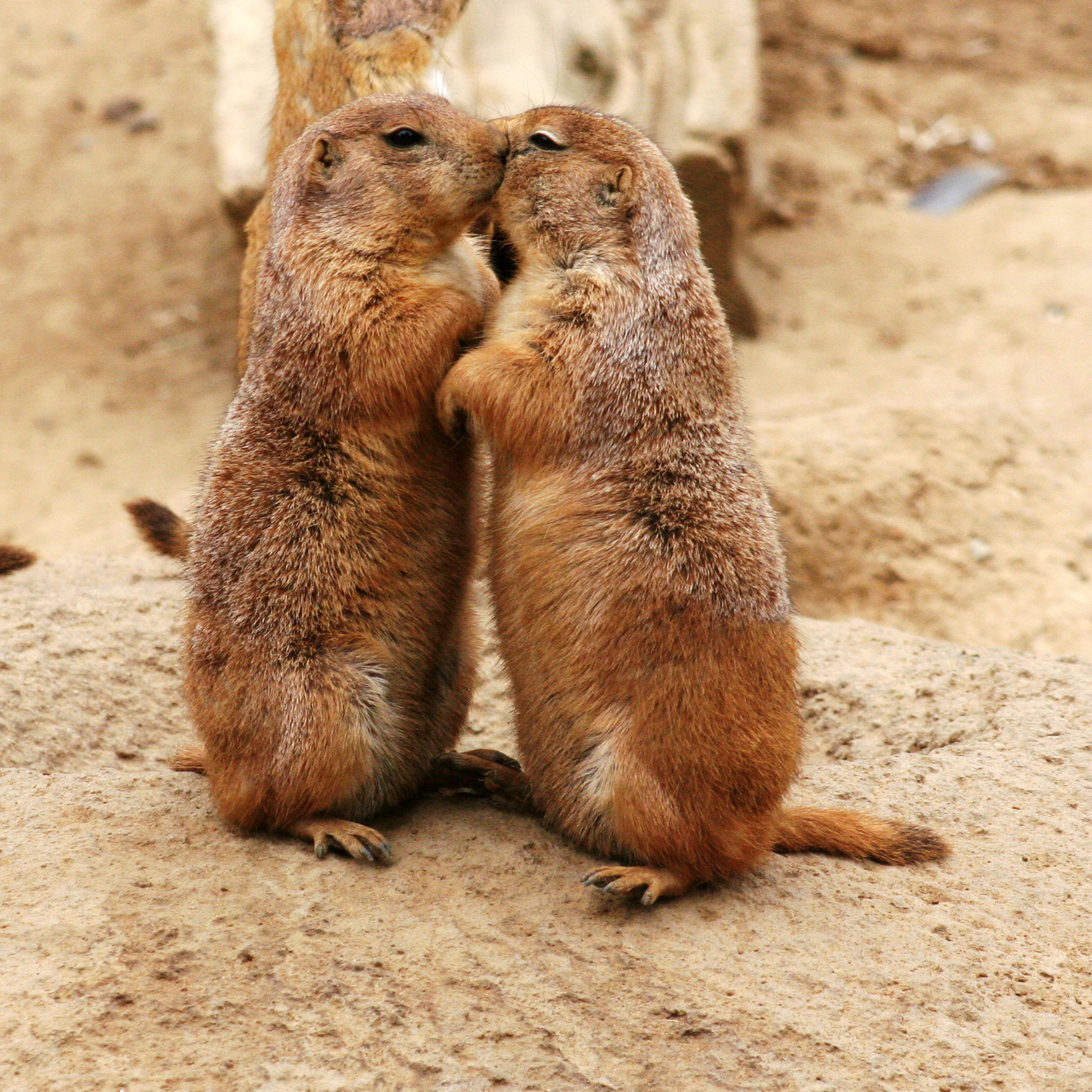
Một cặp cầy thảo nguyên

### Sinh sản và nuôi con

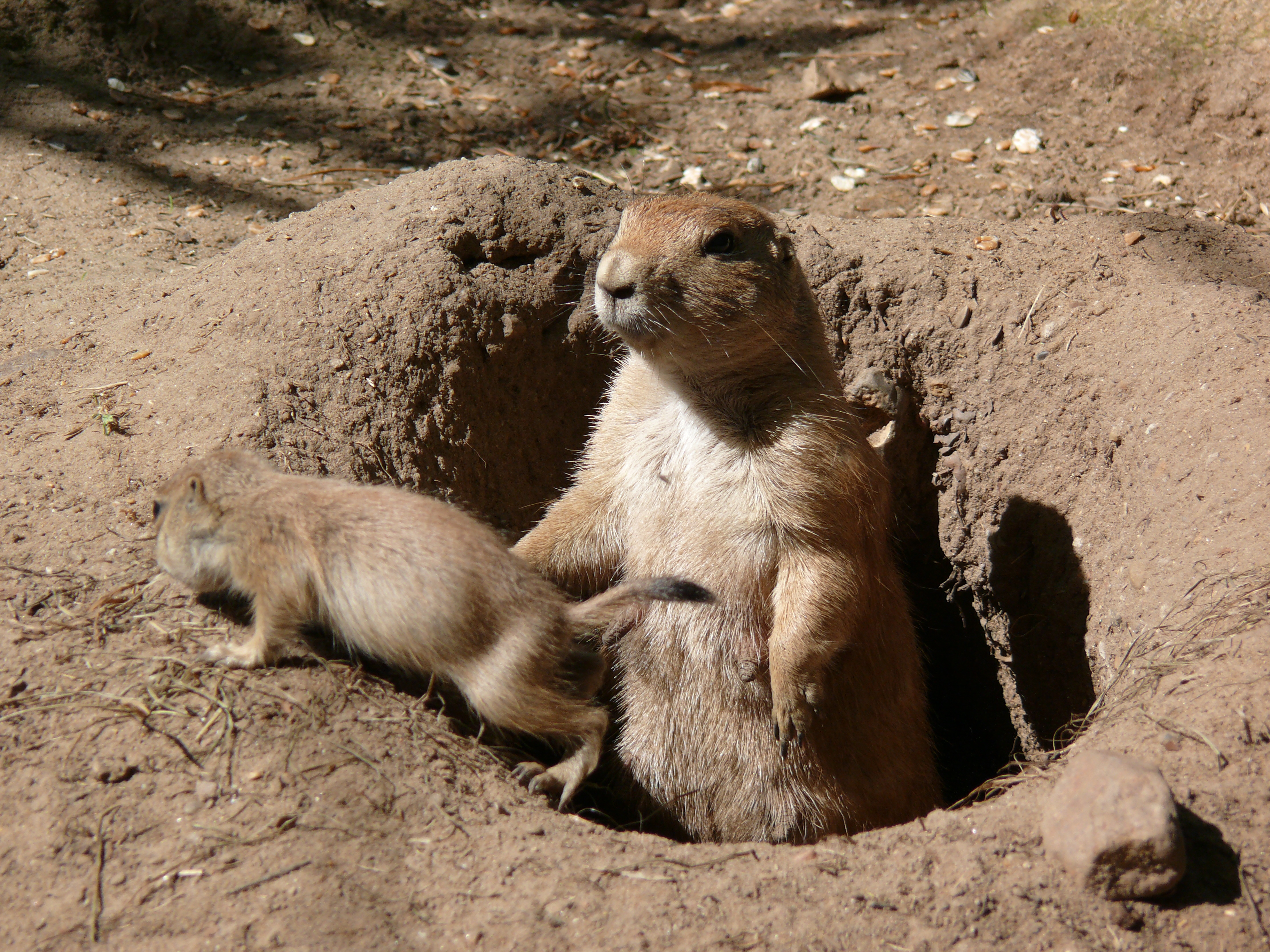
Cầy thảo nguyên cái và con nhỏ

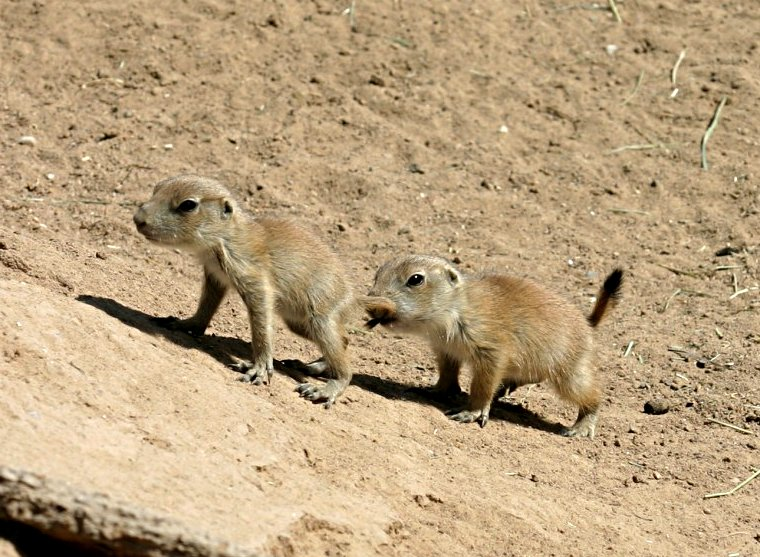
Cầy thảo nguyên con

### Tiếng kêu báo động thú săn mồi

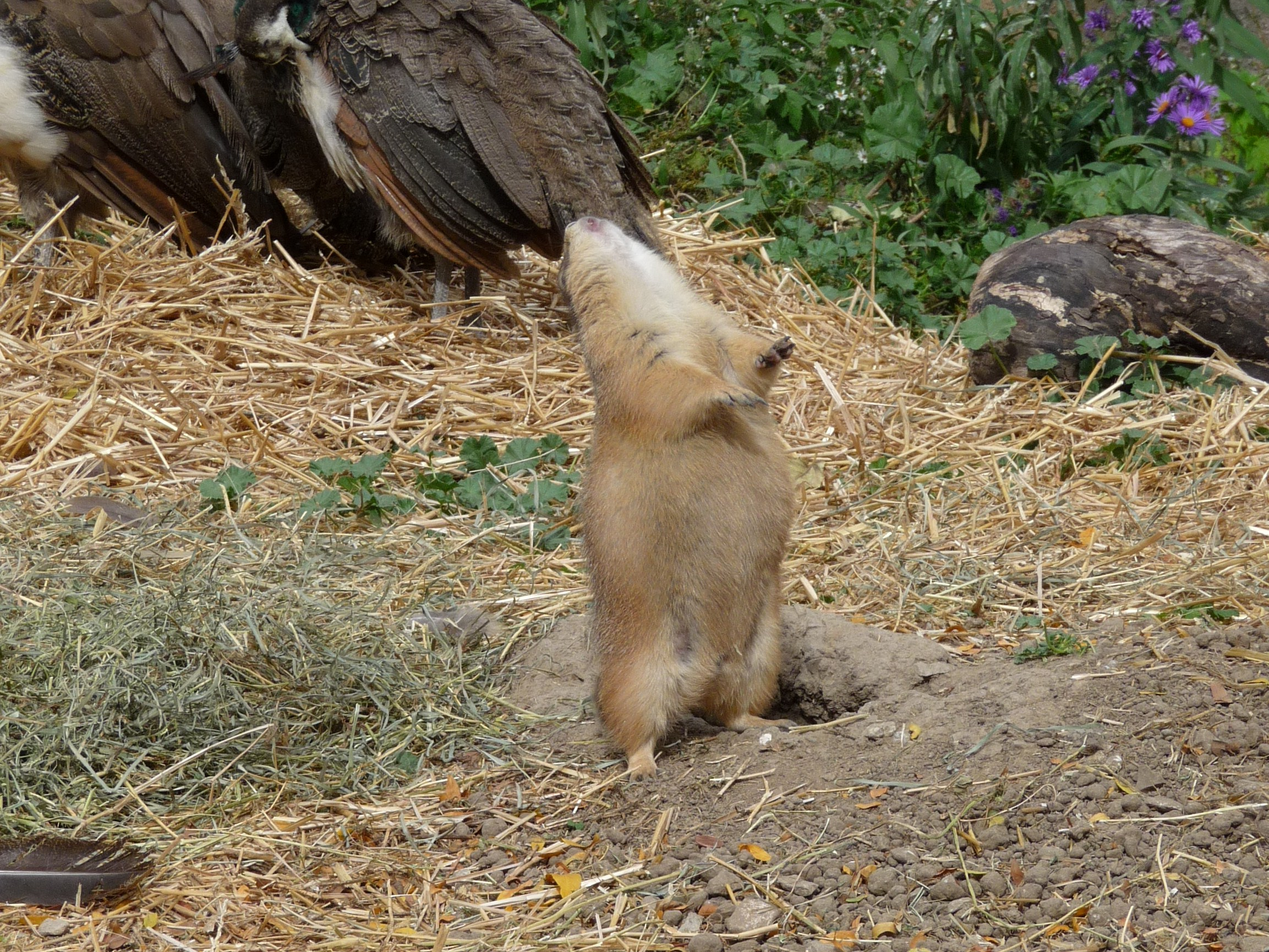
Cầy thảo nguyên cất tiếng kêu

## Trạng thái bảo tồn

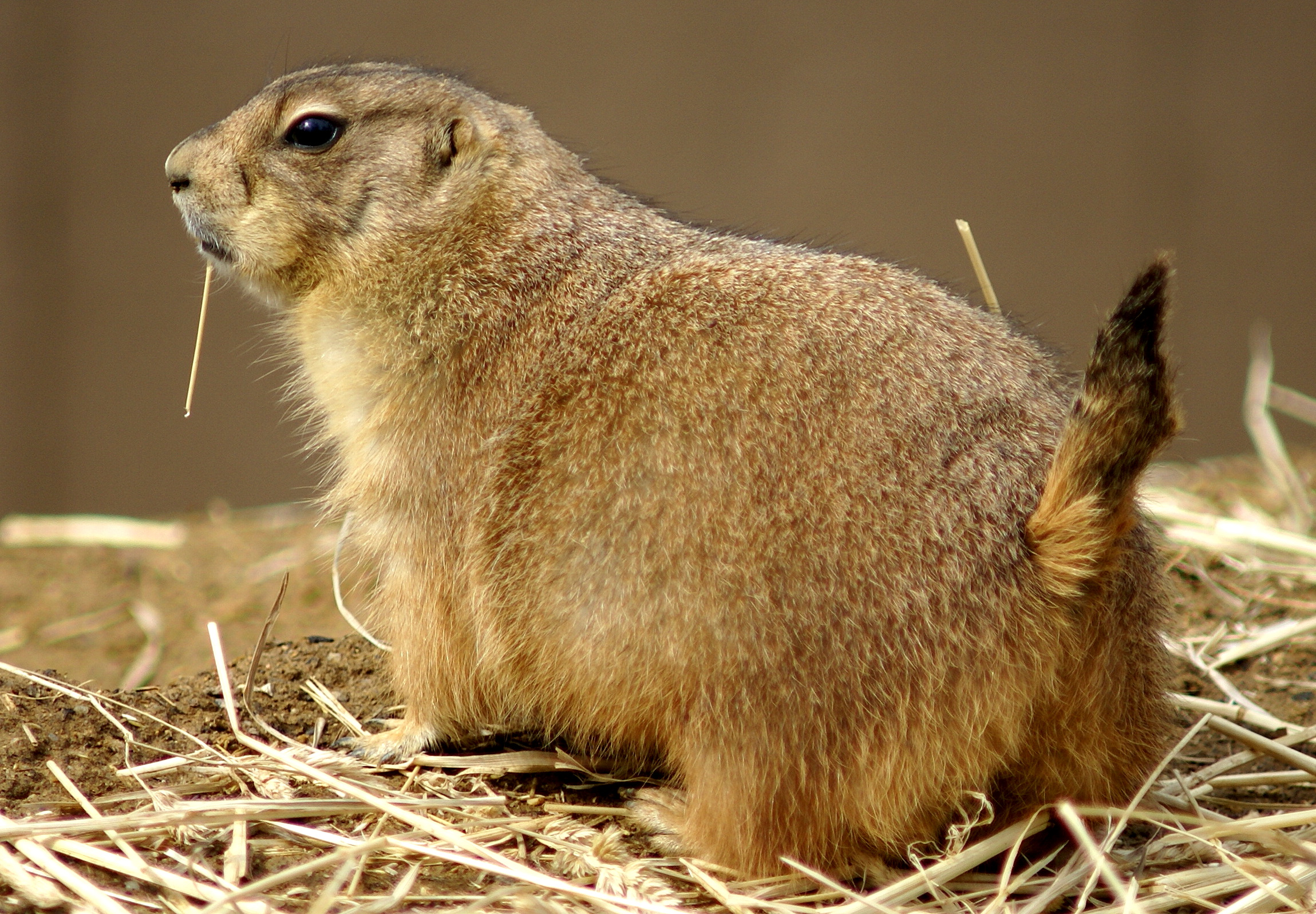
Cầy thảo nguyên đuôi đen ăn cỏ và lá trên mặt đất.